# Верхнє Мамбетшино
Верхнє Мамбе́тшино (рос. Верхнее Мамбетшино, башк. Үрге Мәмбәтша) — присілок у складі Зіанчуринського району Башкортостану, Росія. Входить до складу Янибаєвської сільської ради.
Населення — 265 осіб (2010; 280 в 2002).
Національний склад:
- башкири — 100%